# Apollo Papathanasio
Apostolos Papathanasio, detto Apollo (Aπόλλo Παπαθανάσιο ή Απόλλωνας Παπαθανασίου; Borås, 15 marzo 1969), è un cantante heavy metal greco con cittadinanza svedese.

## Discografia

### Majestic

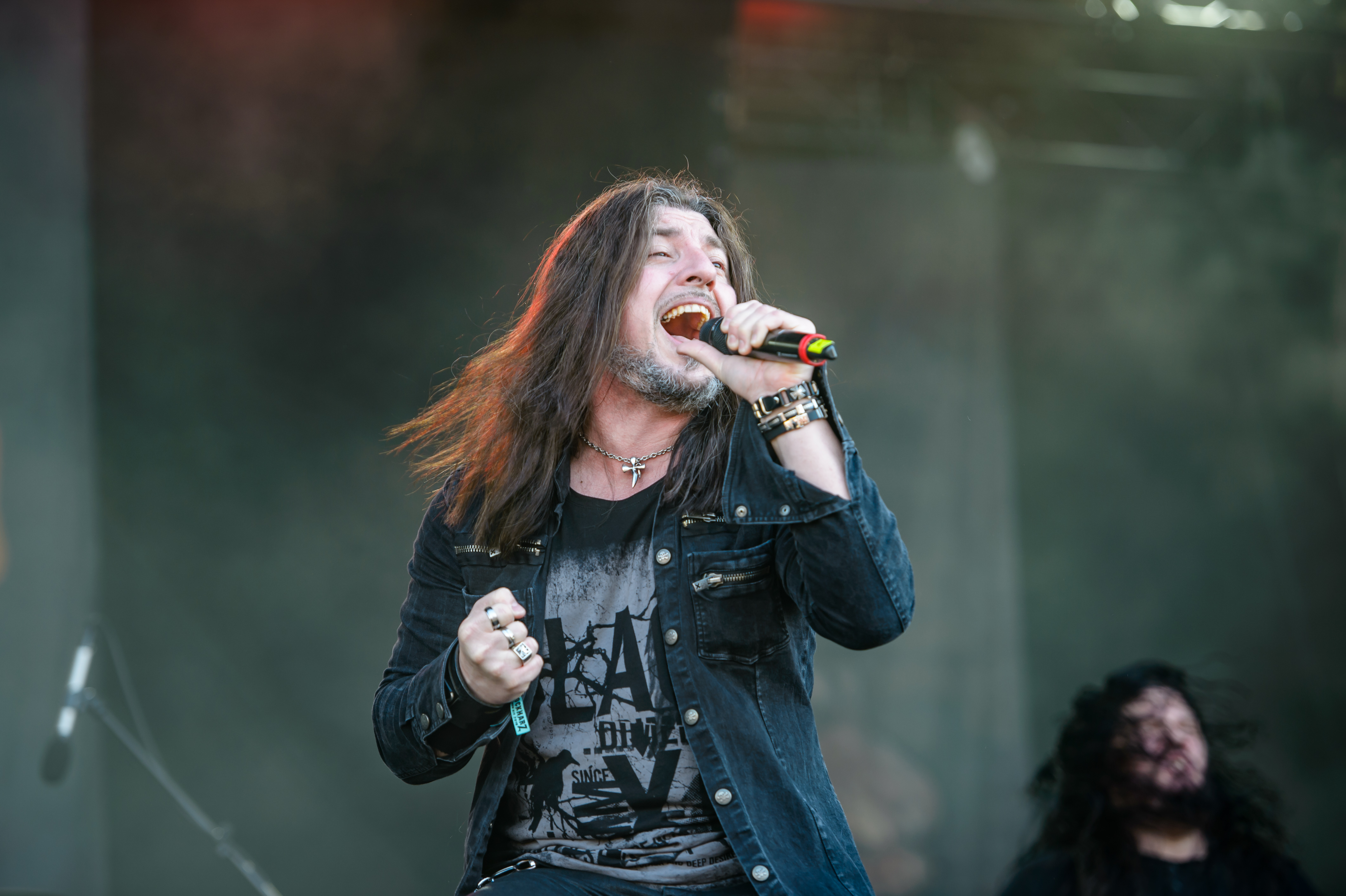
Apollo Papathanasio con gli Spiritual Beggars al Rockharz Open Air 2016

- 2000 - Trinity Overture

### Time Requiem
- 2002 - Time Requiem
- 2003 - Unleashed in Japan
- 2004 - The Inner Circle of Reality

### Meduza
- 2002 - Now and Forever
- 2004 - Upon the World

### Sandalinas
- 2005 - Living on the Edge

### Evil Masquerade
- 2006 - Third Act
- 2009 - Fade To Black

### Firewind
- 2006 - Allegiance
- 2008 - The Premonition
- 2010 - Days of Defiance

### Bassinvaders
- 2008 - Hellbassbeaters

### Bastian
- 2017 - Back to the Roots

### Altre collaborazioni
- 1997 - Faith Taboo - Psycopath
- 2005 - Vitalij Kuprij - Revenge